# Masel Tina

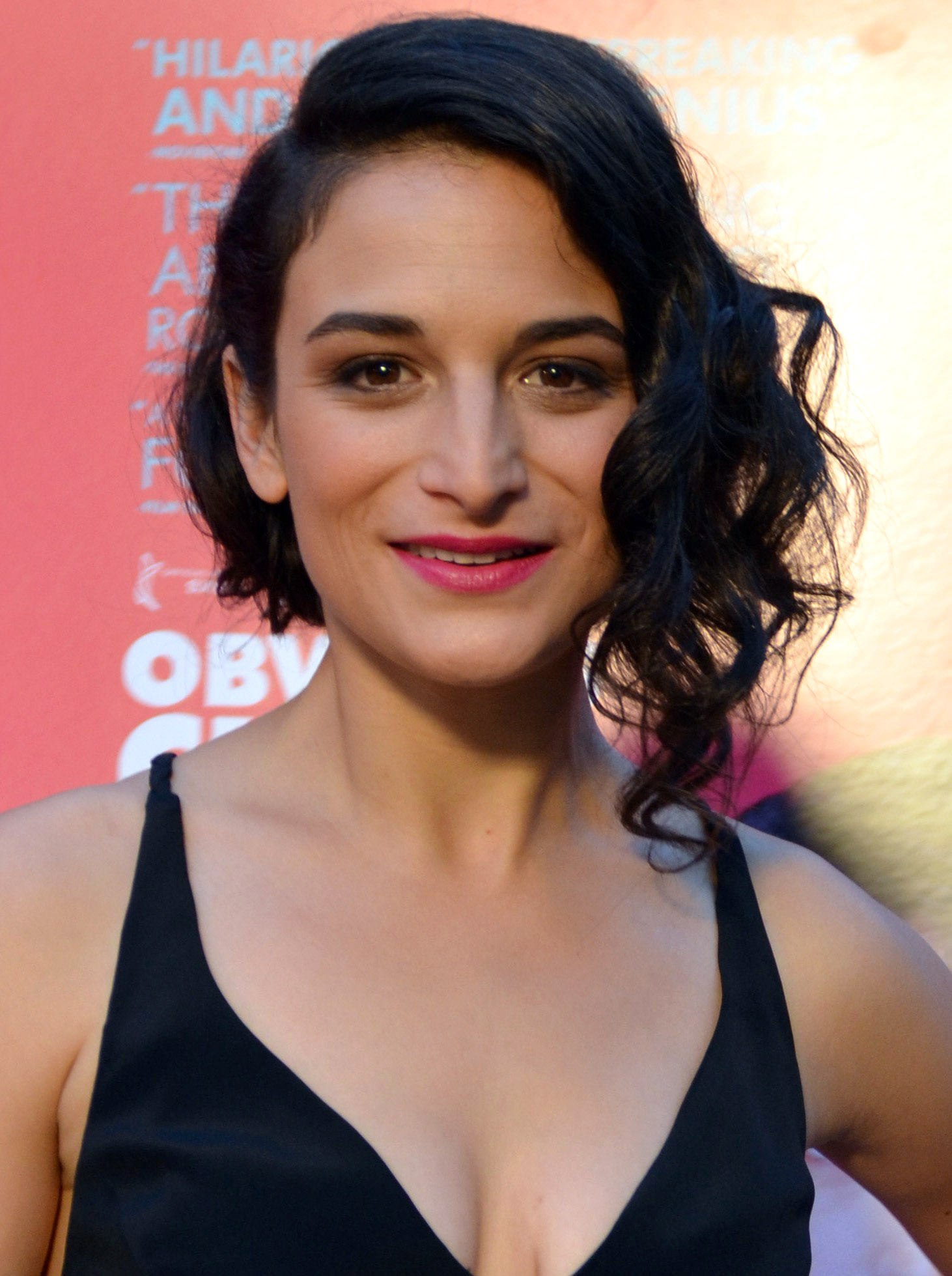
Schauspielerin Jenny Slate (2014)

Masel Tina (Originaltitel: Mazel-Tina) ist die 13. Folge der vierten Staffel der US-amerikanischen Fernsehserie Bob’s Burgers und die 58. Folge insgesamt. Sie wurde von Holly Schlesinger geschrieben, Regie führte Brian Loschiavo. Die Erstausstrahlung in den USA war am 16. März 2014 bei Fox. Die deutschsprachige Erstausstrahlung war am 8. November 2015 auf Comedy Central. In dieser Episode wird Tina Belcher der Mittelpunkt von Tammy Larsens Bat-Mitzwa-Feier, zu der sie ursprünglich gar nicht eingeladen wurde. Die Folge erhielt positive Kritik und wurde mit einem Emmy ausgezeichnet.

## Handlung
Tina wird nicht zu Tammys Bat Mitzwa eingeladen, allerdings können sie und ihre Familie als Caterer zu der Feier kommen. Dort überzeugt Louise die Partykoordinatorin Janet davon, zu kündigen, und Tina wird als „neue Janet“ ihre Nachfolgerin. Währenddessen versucht der Rest der Familie Belcher an ihrem Cateringstand zu bleiben, aber sie werden nacheinander von den übrigen Speisen verführt und verlassen den Stand.
Nachdem ein defektes Licht in dem großen hohlen Nachbau von Tammys Kopf repariert wurde, sind Tammy und Louise darin gefangen, als dieser Kopf zurück an seinen Platz über der Bühne gehoben wird. Dabei lässt Louise ihr Headset in eine Schüssel mit Guacamole fallen, sodass sie niemandem mitteilen können, wo sie sind. Weil Tammy zuvor klargemacht hat, dass der Ablaufplan in jedem Fall einzuhalten ist, nimmt Tina Tammys Platz ein. Sie erhält Glückwünsche von Tammys Familie und Freunden, die sie „andere Tammy“ nennen, sie liest aus der Tora und führt die Tänze an. Tammy ist bestürzt, als sie feststellt, dass es aufgrund ihres schlechten Benehmens niemanden stört, dass sie fehlt. Mit der Hilfe von Louise wird ihr klar, dass sie ein „schrecklicher Bat-zilla“ ist. Louise schafft es, das Headset zu reparieren, verlangt aber, dass Tammy Tina zu allen zukünftigen Partys einlädt. Tammy willigt ein, aber Tina ignoriert den Hilferuf der beiden, damit sie noch länger im Mittelpunkt stehen kann. Tammy kann mit ihren Füßen durch den Boden der Kopf-Nachbildung brechen, kurz bevor Tina den Tanz mit dem beliebtesten Jungen der Feier anführen kann. Tina entschuldigt sich bei Tammy, erzählt ihr aber, dass sie nun versteht, warum sie sich so unausstehlich verhalten hat: Im Mittelpunkt zu stehen ist berauschend. Tammy freut sich zunächst, dass sie jemand versteht, bis Tina sich dafür bedankt, dass Tammy zu ihrer Bat Mitzwa gekommen ist. Bevor Tammy sie angreifen kann, ruft Tina alle dazu auf, die Hora zu tanzen, sodass die Gäste die wütende Tammy in die Luft heben. Die Belchers treffen sich und verlassen die Party, während Tina Tammy eine fröhliche Bat Mitzwa wünscht.

## Rezeption
Pilot Viruet vom A.V. Club bewertete die Folge mit „A−“ und schrieb:

“It’s one of those episodes where the events, while funny, pale in comparison to the wonderful little character moments: Louise showing how much she cares about her sister but not going totally soft (she is mostly indifferent to Tammy’s upset cries); Tina understanding her selfish and obsessive actions; the entire family continuing to accept whatever silly traits the rest of them have.”

„Es ist eine dieser Episoden, wo die Ereignisse, obwohl sie lustig sind, die Bedeutung gegenüber den wundervollen kleinen Figurenmomenten verlieren: Louise zeigt, wie viel sie sich um ihre Schwester sorgt, aber sie wird nicht völlig nachgiebig (sie ist hauptsächlich desinteressiert an Tammys aufgebrachtem Schreien); Tina versteht ihre egoistischen und obsessiven Aktionen; die gesamte Familie akzeptiert, was auch immer der Rest von ihnen für alberne Angewohnheiten hat.“

Robert Ham vom Magazin Paste gab der Folge 8,6 von 10 möglichen Punkten, dazu schrieb er:

“There’s much to love about the Belcher children on Bob’s Burgers. Heck, they are 2/3rds of the reason many people I know keep tuning in every week. But what really strikes me in episodes like tonight’s is how indefatigable they are. All three may be social pariahs with weird habits and attitudes, but they never let their lack of friends or good fortune get them down for very long.”

„Es gibt viel an den Belcher-Kindern von Bob's Burgers zu lieben. Verdammt, sie sind 2/3 des Grundes, warum viele Leute, die ich kenne, jede Woche einschalten. Aber was mir bei Episoden wie der von heute Abend wirklich in den Sinn kommt, ist, wie unermüdlich sie sind. Alle drei mögen soziale Außenseiter mit seltsamen Angewohnheiten und Standpunkten sein, aber sie lassen sich nie vom Fehlen von Freunden oder von Glück für lange Zeit unterkriegen.“

Bei ihrer Erstausstrahlung in den USA wurde die Folge von 2,44 Millionen Zuschauern gesehen und erreichte ein Zielgruppen-Rating von 1,1 Prozent. Damit belegt sie nach Family Guy, Die Simpsons und American Dad Platz vier der animierten Serien an diesem Abend auf Fox.
Masel Tina war bei den 66. Creative Arts Emmy Awards eine der fünf Nominierten in der Kategorie Outstanding Animated Program und gewann den Emmy. Es ist der erste Gewinn eines Emmys der Serie. Zuvor waren die Folgen Burgerboss und Die außerirdische Toilette in der gleichen Kategorie nominiert.

## Weblink
- Masel Tina bei IMDb